# Ziekte van Addison
De ziekte van Addison of morbus Addisonii wordt veroorzaakt door een tekort aan cortisol en aldosteron ten gevolge van een chronische primaire bijnierschorsinsufficiëntie. De aandoening is zeldzaam: 120 gevallen per miljoen mensen. Deze aandoening werd vroeger meestal veroorzaakt door tuberculose. Tegenwoordig is auto-immuniteit (in 70 tot 90% van de gevallen) de belangrijkste oorzaak.
Thomas Addison beschreef de ziekte voor het eerst in 1855. Het gebrek aan (voldoende) cortisol kan zonder tijdige diagnose en behandeling dodelijk zijn, doordat cortisol absoluut noodzakelijk is voor het lichaam. Bekende lijders aan de ziekte van Addison waren president John F. Kennedy, de heilige Elisabeth van de Drie-eenheid en vermoedelijk ook de Engelse schrijfster Jane Austen.

## Mechanisme
Door de slechte werking van de bijnierschors (hypocortisolisme) wordt geen of onvoldoende cortisol en aldosteron aangemaakt. Cortisol is van belang voor het energie- en botmetabolisme en het moduleren van neurale en immunologische processen. Aldosteron is van belang voor de zout- en waterhuishouding van het lichaam en het handhaven van de bloeddruk. De bruine verkleuring van de huid komt omdat het lichaam het cortisoltekort probeert te herstellen door meer ACTH. ACTH en het melanocyt stimulerend hormoon (MSH) delen eenzelfde precursor molecule, namelijk pro-opiomelanocortine (POMC), waardoor het bruine pigment mede wordt gevormd. 
De bijnierschors heeft grote invloed op het functioneren van de mens bij zowel lichamelijke als geestelijke inspanning. Tijdens een stressvolle situatie maken de bijnieren normaal gesproken cortisol aan, dat het lichaam in staat stelt met die situatie om te gaan. Bij mensen met de ziekte van Addison kunnen (meer of minder ernstige) stressvolle situaties leiden tot een addisoncrisis en een shock. Onmiddellijke behandeling is dan noodzakelijk bijv. door middel van een noodinjectie hydrocortison (cortisolvervanger). Indien mogelijk, is het beter om tijdig medicatie te nemen die een crisis kan voorkomen. Voorbeelden van stressvolle situaties zijn een tandartsbezoek, een operatie, ontsteking/koorts, angst, schrik of een slecht bericht (bijv. over het verliezen van een naaste, ontslaggesprek). Zie ook behandeling.

## Symptomen en klinische tekenen
Het kenmerkende symptoom van de primaire vorm is de oranje/bruine verkleuring (hyperpigmentatie) van de huid, vooral op plaatsen die blootgesteld zijn aan de zon. Ook de handpalm en handlijnen kunnen oranje/bruin verkleuren. Soms is er een grijze verkleuring van de slijmvliezen en kunnen er verkleuringen van het tandvlees zijn.  Hyperpigmentatie komt voor bij 92 procent van de patiënten, en is dus een cruciaal diagnostisch criterium. Door de toename van ACTH als gevolg van het verlaagd cortisolniveau tijdens stressvolle periodes verdonkert de huid, waardoor deze gebruind lijkt op ongeschikte momenten. De hyperpigmentatie is soms al waarneembaar voordat er andere symptomen optreden. Indien er geen sprake is van (huid)verkleuringen wordt het stellen van de diagnose zeer lastig, omdat de meeste overige symptomen nogal algemeen zijn en doorgaans traag evolueren.
Andere voorkomende symptomen zijn:
- Hyperpigmentatie (bruine huidskleur zonder zonnebank of vakantie). Hierdoor worden de huid, slijmvliezen, lijnen aan de binnenzijde handpalm en littekens donkerbruin gekleurd.
- Algehele moeheid en zwakte, apathie
- Verwardheid en concentratiemoeilijkheden tijdens gesprekken
- Bloedarmoede of anemie (daling van het aantal rode bloedcellen in het bloed)
- Lage bloeddruk (Hypotensie), die nog lager wordt bij plots rechtstaan (orthostatische hypotensie)
- Hypoglykemie (verlaagd niveau van glucose in het bloed)
- Duizeligheid (posturale hypotensie)
- Gewichtsverlies
- Spijsverteringsproblemen, met als gevolg anorexie (verminderde eetlust)
- Langdurige misselijkheid, soms gepaard gaand met braken, buikpijn
- Chronische diarree
- Zeer grote trek in zout voedsel ('zouthonger')
- Hyperkaliëmie (verhoogd kalium)
- Veel drinken (polydipsie), maar toch tekenen van uitdroging (waarmee het vaak verward wordt)
- Hyperventilatie (níet zijnde: 'angst - of paniekstoornis')
- Rugpijn
- Hoofdpijn

## Oorzaken
- auto-immuunziekten
- infecties (TBC, CMV)
- metastasen (uitzaaiingen van kanker)
- ernstige beschadiging van de bijnieren, bijvoorbeeld bij een ernstig ongeluk
- chirurgische verwijdering van beide bijnieren (zoals soms nodig is bij de behandeling van het syndroom van Cushing, níet de ziekte van Cushing).

De hypofyse stuurt de bijnier aan. Bij ziekten van de hypofyse, zoals panhypopituïtarisme of het syndroom van Sheehan kan een secundaire bijnierschorsinsufficiëntie optreden. De bijnieren maken dan ook te weinig hormonen, maar niet omdat de bijnieren zelf niet functioneren maar omdat het signaal vanuit de hypofyse om dat te doen wegvalt. Hierbij is - door de onvoldoende aanmaak van ACTH - géén sprake van hyperpigmentatie.
Ook wanneer langdurig een grote hoeveelheid corticosteroïden is toegediend, bijvoorbeeld prednison of inhalatiecorticosteroïden ('pufjes'), en dit gebruik wordt plotseling gestopt, kan bijnierschorsinsufficiëntie optreden. Dit wordt tertiaire bijnierschorsinsufficiëntie genoemd of ook wel syndroom van Addison als gevolg van corticosteroïdengebruik.

## Behandeling
De ziekte van Addison is niet te genezen, maar behandelen is wel mogelijk. Behandeling van de ziekte van Addison gebeurt door middel van het slikken van corticosteroïden, die het tekort aan glucocorticoïden en mineralocorticoïden aanvullen (substitutietherapie). Als de patiënt goed op zijn medicatie is ingesteld verdwijnen de symptomen meestal.
- Hydrocortison 15-25 mg/dag in 2 of 3 giften, eerste keuze middel met name bij kinderen.
- Prednisolon of dexamethason, als alternatief voor hydrocortison. Deze middelen werken 's nachts door, maar het is moeilijker om de patiënt in te stellen
- Fludrocortison 0,05-0,2 mg/dag in 1 gift.[7][9]
- Dehydro-epiandrosteron (DHEA) 50 mg/dag, eventueel bij patiënten waarbij de andere medicatie nog onvoldoende verlichting van de symptomen geeft.[11]

Bij hoge koorts dient de patiënt de drievoudige hoeveelheid van zijn cortisolvervanger in te nemen verdeeld over drie giften. Gedurende 24 uur voor en na een grote chirurgische ingreep 100 mg/m² hydrocortison per infuus. Tijdens stress-situaties hoeft de dosis fludrocortison niet te worden aangepast.
Het is van groot belang dat de patiënt eventuele kenmerken van onder- of overdosering tijdig herkent, en weet wat te doen in die gevallen. Dit 'self management' draagt in hoge mate bij aan de kwaliteit van leven van de patiënt. 
In veel gevallen zal de behandeling geschieden door een internist-endocrinoloog of kinderarts-endocrinoloog. Dit is een gespecialiseerd internist of kinderarts die zich bezighoudt met ziekten van de hormoonhuishouding. 
Ervaring heeft geleerd dat contact met medepatiënten vaak als zeer nuttig wordt ervaren.

## Verwikkelingen
Het tekort aan cortisol kan, wanneer iemand te lang niet eet, een te laag glucosegehalte in het bloed (hypoglykemie) veroorzaken, waarbij iemand het bewustzijn kan verliezen of zelfs kan sterven.
Het tekort aan aldosteron leidt tot een te groot verlies van natrium en een te veel vasthouden van kalium in de nier. Dit kan aanleiding geven tot uitdroging en te lage bloeddruk, uiteindelijk soms leidend tot een distributieve shock. Soms kan er door het vasthouden van te veel kalium een compensatoire acidose ontstaan die gevaarlijk is en zeer snel behandeld dient te worden.
Bovenstaande verschijnselen duidt men gewoonlijk aan met de term "addisoncrisis".